# Muối quý hơn vàng (phim)
Muối quý hơn vàng (tiếng Slovak: Soľ nad zlato/Xô-lơ na-đơ giơ-la-thơ, tiếng Đức: Der Salzprinz/Đơ Xa-lơ-prin-giơ/Hoàng tử Muối) là một bộ phim thần tiên - cổ tích của đạo diễn Martin Hollý, ra mắt lần đầu năm 1983.
Phỏng theo truyện cổ cùng tên của nhà văn Pavol Dobšinský (1828 - 1885), chủ đề bộ phim gắn liền với muối - một hương vị quen thuộc trong bữa ăn hằng ngày xem chừng vô giá lại được so sánh với vàng - cũng gắn liền với cuộc sống nhưng rất quý giá trong mọi thời đại.

## Nội dung
Ở vương quốc nọ, một ngày kia bỗng dưng không còn muối nữa - tất cả muối đã hóa vàng, khắp mọi nơi người ta phải dùng đường thay thế. Khi biết tin này, nhà vua rất mực hoang mang và bắt đầu tìm mọi cách cứu vãn tình thế. Để có đủ muối sử dụng lâu dài trong cung đình và dân chúng, nhà vua đã đem tất cả vàng bạc châu báu trong kho sang nước láng giềng đổi lấy muối.
Thế rồi khi muối được ban phát cho toàn dân, cả đất nước vui mừng khôn xiết vì đã thoát được đại dịch thiếu muối.

## Diễn viên
- Karol Machata... vua Pravoslav
- Libuše Šafránková... Công chúa Marie
- Gábor Nagy... Hoàng tử Muối
- Ladislav Chudík... Diêm vương
- Zuzana Kocúriková... Công chúa Vanda
- Dietlinde Turban... Công chúa Barbora
- Ľubomír Paulovič... Hoàng tử Kazimír
- Juraj Kukura... vua Norbert
- Diethard Kirschlechner... Argonit
- Jozef Kroner... thằng hề
- Viera Strnisková... Thần Nữ
- Vlasta Fabiánová... hầu gái
- Tibor Bogdan... Cố vấn Hoàng gia
- Anton Šulík... Bếp trưởng
- Ján Kramár... Cận vệ trưởng
- Juraj Paška... viên chủ tế
- Anton Korenčí... thủ quỹ Hoàng gia
- Milan Kiš... thợ kim hoàn
- Ivan Krivosudský... thợ làm vườn
- Boris Farkaš... Hoàng tử ngoại quốc
- Jaroslav Rozsíval... người bán muối
- Helena Húsková... thợ may

## Ê-kíp
- Âm nhạc: Karel Svoboda
- Dựng phim: Dodo Simoncic
- Thiết kế trang phục: [[::cs::Theodor Pištěk|Theodor Pištěk]]
- Quay phim: Martin Bartko, Vladimír Vavrek
- Dàn nhạc: Stepán Konícek (nhạc trưởng)